# Direitos humanos no Catar
A situação dos direitos humanos no Catar é uma preocupação para várias organizações não governamentais, como a Human Rights Watch, que relatou em 2012 que centenas de milhares de trabalhadores migrantes na construção civil no Catar, a maioria do Sul da Ásia, correm sérios riscos de exploração e abuso, às vezes chegando a trabalho forçado. A conscientização aumentou internacionalmente após a escolha do Catar para sediar a Copa do Mundo de 2022, e algumas reformas ocorreram desde então, incluindo duas mudanças radicais em 2020.
Empregados domésticos, muitas vezes mulheres pobres de países do Sudeste Asiático, têm poucos direitos e podem se tornar vítimas de tráfico de pessoas, às vezes forçadas à prostituição. Existem restrições aos direitos individuais, como a liberdade de expressão, e existem leis de sodomia para punir homens homossexuais. O sistema legal do Catar é uma mistura de lei civil e lei islâmica. A flagelação é aplicada como punição, e a pena de morte, embora rara nos últimos tempos, foi aplicada em 2020 pela primeira vez em 17 anos.
Um Comitê Nacional de Direitos Humanos foi estabelecido no Catar em 2002 para investigar abusos.

## Sistema legal e punição
A xaria é a principal fonte da legislação do Catar de acordo com a constituição do Catar. A xaria é aplicada às leis relativas ao direito de família, herança e vários atos criminosos (incluindo adultério, roubo e assassinato). Em alguns casos em tribunais de família baseados na xaria, o testemunho de uma mulher vale metade do de um homem e, em alguns casos, um testemunho feminino e masculino não é aceito de forma alguma se a testemunha não for considerada confiável. O direito de família codificado foi introduzido em 2006. Na prática, o sistema legal do Catar é uma mistura de lei civil e lei islâmica.
A flagelação é usada no Catar como punição pelo consumo de álcool ou relações sexuais ilícitas. O artigo 88 do código penal do Catar declara que a punição por fornicação é de 100 chicotadas. Homens e mulheres casados que cometem adultério podem ser punidos com a morte. Em 2006, uma mulher filipina foi condenada a 100 chicotadas por adultério. Em 2010, pelo menos 18 pessoas (a maioria estrangeiros) foram condenadas a açoitamento de 40 a 100 chibatadas por crimes relacionados a “relações sexuais ilícitas” ou consumo de álcool. Em 2011, pelo menos 21 pessoas (a maioria estrangeiros) foram condenadas a chicotadas de 30 a 100 chibatadas por crimes relacionados a "relações sexuais ilícitas" ou consumo de álcool. Em 2012, seis expatriados foram condenados a açoitamento de 40 ou 100 chibatadas. Apenas os muçulmanos considerados medicamente aptos eram passíveis de executar tais sentenças. Não se sabe se as sentenças foram implementadas. Mais recentemente, em abril de 2013, um expatriado muçulmano foi condenado a 40 chicotadas por consumo de álcool. Em junho de 2014, um expatriado muçulmano foi condenado a 40 chicotadas por consumir álcool e dirigir sob efeito de álcool. A punição corporal judicial é comum no Catar devido à interpretação Hanbali da xaria.[carece de fontes?]
O apedrejamento é uma punição legal no Catar, embora nunca tenha sido usado. A apostasia é um crime punível com pena de morte no Catar. A blasfêmia é punível com até sete anos de prisão e o proselitismo de qualquer religião que não seja o islamismo pode ser punido com até 10 anos de prisão. A homossexualidade é um crime punível na xaria com pena de morte para os muçulmanos, embora no Catar a pena para homens consentidos seja de até 5 anos de prisão.
O consumo de álcool é parcialmente legal no Catar; alguns hotéis de luxo cinco estrelas são autorizados a vender álcool para seus clientes não muçulmanos. Os muçulmanos não podem consumir álcool no Catar, e os muçulmanos pegos consumindo álcool são sujeitos a açoitamento ou deportação. Os expatriados não muçulmanos podem obter uma autorização para comprar álcool para consumo pessoal. A Qatar Distribution Company (uma subsidiária da Qatar Airways) tem permissão para importar álcool e carne suína; opera a única loja de bebidas do país, que também vende carne suína para os titulares de licenças de bebidas. As autoridades do Catar também indicaram a disposição de permitir o álcool em "zonas de fãs" na Copa do Mundo de 2022.
Até dezembro de 2011, restaurantes no Pearl-Qatar (uma ilha artificial perto de Doha) eram autorizados a servir bebidas alcoólicas, mas eles foram orientados a parar de vender álcool. Nenhuma explicação foi dada para a proibição. As especulações sobre o motivo incluem o desejo do governo de projetar uma imagem mais piedosa antes da primeira eleição do país de um órgão consultivo real, e rumores de uma disputa financeira entre o governo e os desenvolvedores do resort.
Em 2014, o Catar lançou uma campanha para lembrar os turistas do código de vestimenta modesto. As turistas do sexo feminino são aconselhadas a não usar leggings, minissaias, vestidos sem mangas e roupas curtas ou apertadas em público. Os homens são desaconselhados a usar apenas shorts e camisetas.
A partir de 2014, certas disposições do Código Penal do Catar permitem que punições como flagelação e apedrejamento sejam impostas como sanções criminais. O Comitê das Nações Unidas Contra a Tortura considerou que essas práticas constituíam uma violação das obrigações impostas pela Convenção das Nações Unidas contra a Tortura. O Catar mantém a pena de morte, principalmente para ameaças contra a segurança nacional.

## Trabalho

### Escravidão

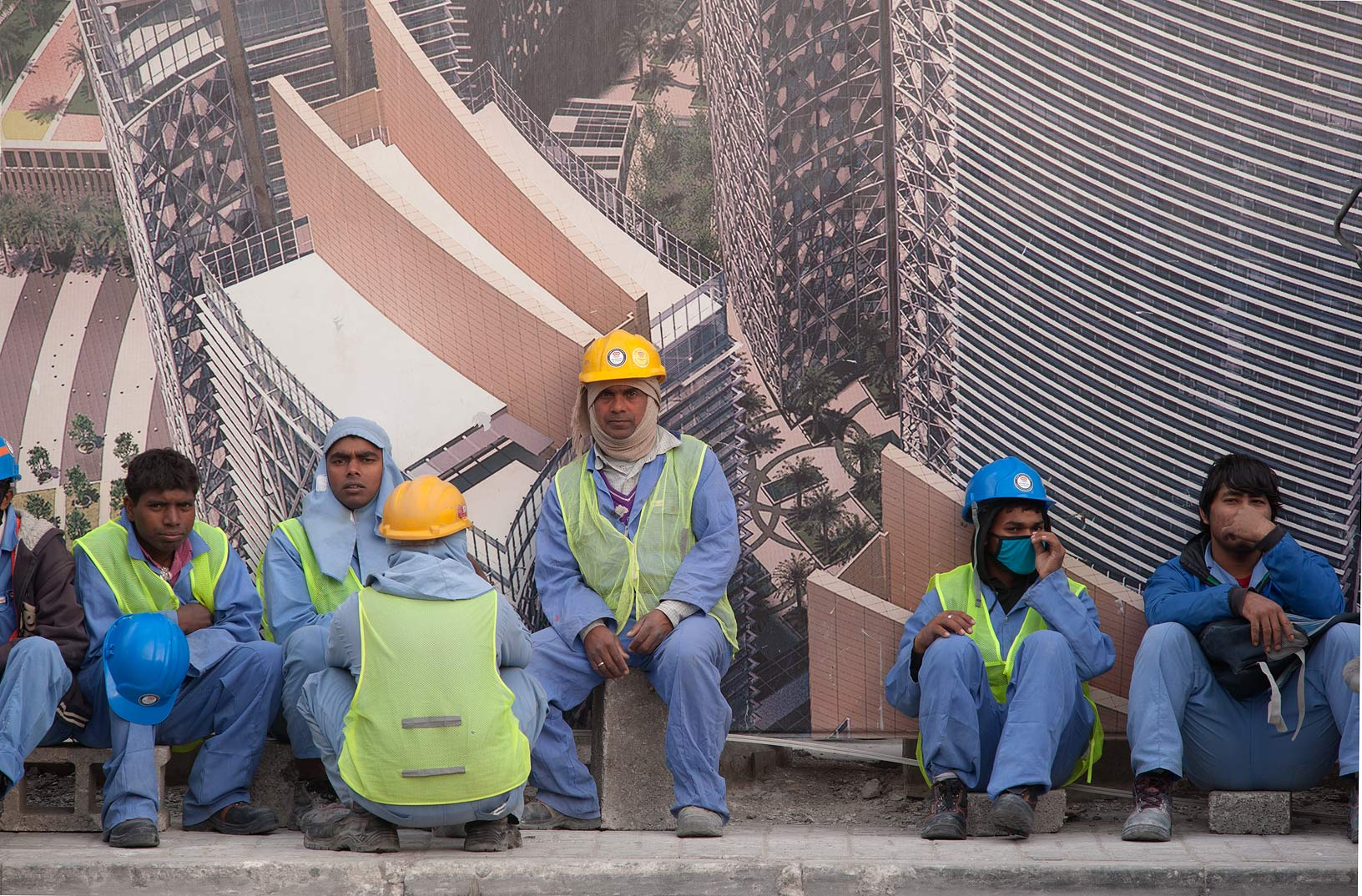
Trabalhadores da construção civil migrantes do Sul da Ásia na área da West Bay de Doha

A escravidão só foi abolida em 1952, quando seiscentos e sessenta escravos foram libertados, com indemnização de cerca de trezentos e quinze dólares por pessoa, paga aos seus donos. 
Atualmente, de acordo com o Departamento de Estado dos EUA, trabalhadores expatriados de países da Ásia e partes da África são rotineiramente submetidos a trabalho forçado e, em alguns casos, à prostituição. A maioria dessas pessoas migram voluntariamente para o Catar como trabalhadores de baixa qualificação ou empregados domésticos, mas são posteriormente submetidos a condições indicativas de servidão involuntária. Algumas das violações de direitos trabalhistas mais comuns incluem espancamentos, retenção de pagamento, cobrança de benefícios aos trabalhadores que são nominalmente de responsabilidade do emir, severas restrições à liberdade de movimento (como o confisco de passaportes, documentos de viagem ou autorizações de saída), detenção arbitrária, ameaças de ação legal e agressão sexual. Muitos trabalhadores migrantes que chegam para trabalhar no Catar pagaram taxas exorbitantes aos recrutadores em seus países de origem — uma prática que torna os trabalhadores altamente vulneráveis ao trabalho forçado uma vez no Catar.
Um relatório de 2012 da Human Rights Watch concluiu que centenas de milhares de trabalhadores migrantes na construção civil no Catar, em sua maioria do Sul da Ásia, correm o risco de serem explorados e abusados, às vezes chegando a trabalho forçado.
Como outras nações do Golfo Pérsico, o Catar tem leis de patrocínio, que foram amplamente criticadas como "escravidão moderna". De acordo com as disposições da lei de patrocínio do Catar, os patrocinadores têm o poder unilateral de cancelar as autorizações de residência dos trabalhadores, negar a capacidade dos trabalhadores de mudar de empregador, denunciar um trabalhador como “fugitivo” às autoridades policiais e negar permissão para deixar o país. Como resultado, os patrocinadores podem restringir os movimentos dos trabalhadores e os trabalhadores podem ter medo de denunciar abusos ou reivindicar seus direitos, o que contribui para sua situação de trabalho forçado.
Os empregados domésticos são particularmente vulneráveis ao tráfico de pessoas, uma vez que estão isolados dentro de casa e não são cobertos pelas disposições da lei trabalhista, mas algumas reformas introduzidas em setembro de 2020 se estendem a todos os trabalhadores, inclusive as que se destinam a rescindir contratos de trabalho e a mudar de emprego. O Catar também é um destino para mulheres que migram para fins legítimos e posteriormente se envolvem em prostituição, mas não se sabe até que ponto essas mulheres são submetidas à prostituição forçada. Algumas dessas vítimas podem ser trabalhadoras domésticas fugitivas que foram vítimas de prostituição forçada por indivíduos que exploram sua situação ilegal.
O Governo do Catar afirma que está fazendo um bom trabalho no que diz respeito aos direitos humanos e ao tratamento dos trabalhadores. O Comitê Nacional de Direitos Humanos (CNDH) foi criado em 2002 para salvaguardar e consolidar os direitos humanos de todos os sujeitos à jurisdição do Estado. Em uma tentativa de combater o tráfico de seres humanos, a xeica Mozah bint Nasser al-Missned estabeleceu a Fundação Catar no Combate ao Tráfico de Pessoas (FCCTP, Qatar Foundation on Combating Human Trafficking em inglês). Para promover uma maior conscientização nesta área, o hotel Ritz-Carlton, em Doha, criou o maior bolo do mundo como uma escultura para a FCCTP.

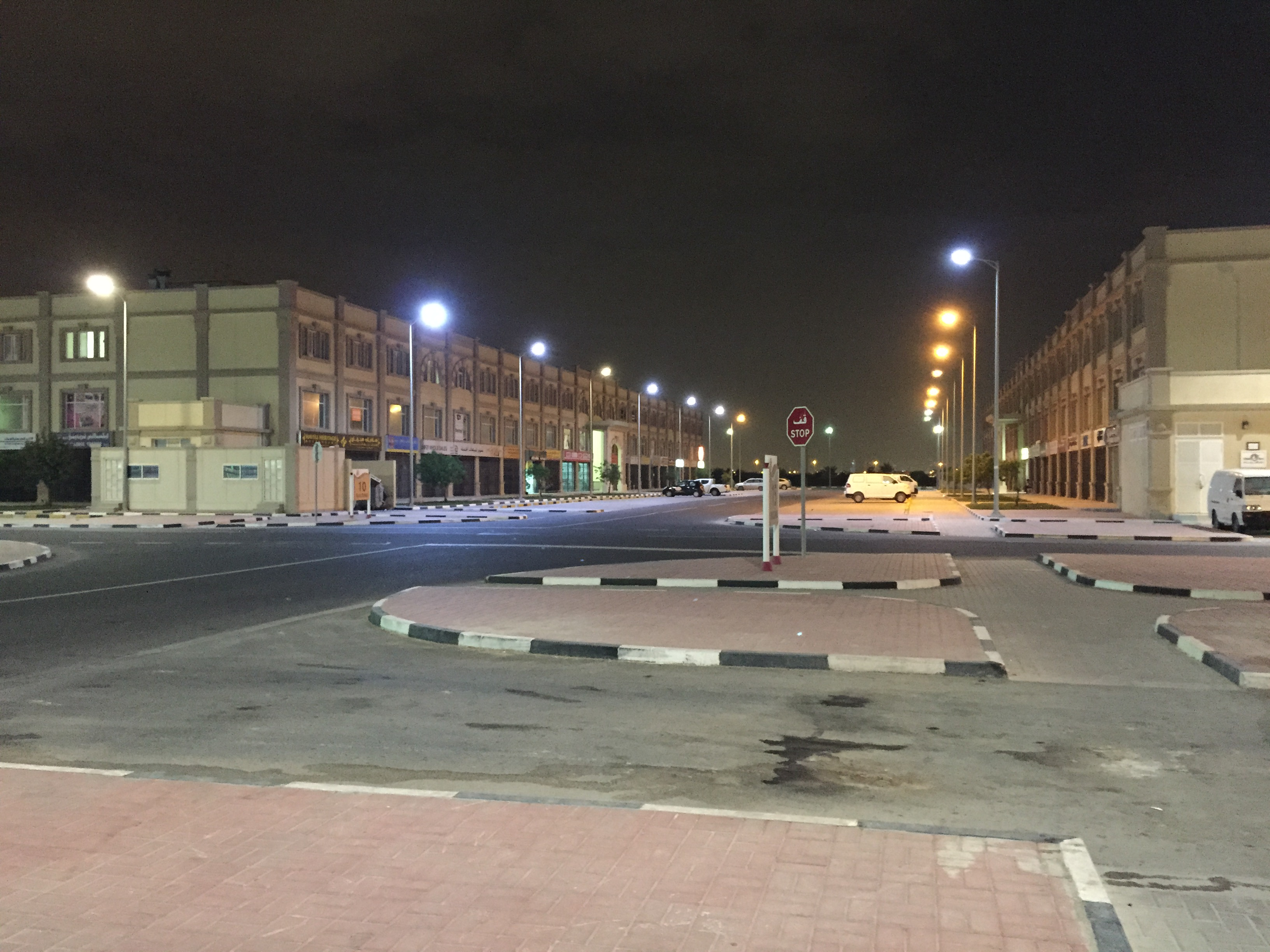
Barwa Al Baraha à noite

A agência contratante do Catar Barwa está construindo uma área residencial para trabalhadores conhecida como Barwa Al Baraha (também chamada de Cidade dos Trabalhadores). O projeto foi lançado após um escândalo recente nos campos trabalhistas de Dubai e visa fornecer um padrão de vida razoável, conforme definido pela nova legislação de direitos humanos. O custo total do projeto é estimado em cerca de US$  1,1 bilhões e será uma cidade integrada na área industrial de Doha. Junto com 4,25 metros quadrados de espaço vital por pessoa, o projeto residencial fornecerá áreas de lazer e serviços para os trabalhadores. A primeira fase do projeto estava prevista para ser concluída no final de 2008, enquanto o projeto em si tinha um prazo inicial de meados de 2010.
A Qatar Airways, a companhia aérea nacional do país, tem sido criticada há muito tempo por seu tratamento de seus funcionários de nível inferior, incluindo comissários de bordo. Os abusos incluem demitir funcionários sem motivo aparente, salários baixos, excesso de horas de trabalho. Os funcionários também foram detidos ilegalmente pela companhia aérea, sem nenhuma queixa. Deportações pela companhia aérea de seus funcionários para seus países de origem também foram relatadas. Em 2019, um diplomata do Catar que trabalhava como adido médico desde 2007 na embaixada do Catar em Londres foi acusado de discriminar racialmente um aposentado que trabalhava na embaixada e tratá-lo como seu “escravo pessoal”. O diplomata, Abdullah Al Ansari, aceitou que Mohamoud Ahmed, o aposentado, realizasse tarefas como ir buscar as compras de Al Ansari, ir buscar suas roupas da lavanderia e buscar seus filhos na escola durante a semana.
Em 2021 o Ministério das Relações Exteriores emitiu orientações para os cidadãos que viajam ao exterior com empregados, babás ou motoristas.

### Preparativos para a Copa do Mundo da FIFA e abusos relatados
O boom da construção no Catar começou bem antes de o Catar ganhar os direitos de sediar a Copa do Mundo de 2022. Quando o emir xeique Hamad bin Khalifa assumiu o controle do país de seu pai em 1995, ele abriu o Qatar ao investimento estrangeiro e iniciou a construção dos maiores terminais de GNL do mundo em Ras Laffan com a atribuição de concessões à ExxonMobil, Royal Dutch Shell e TotalEnergies. Mais de 100 000 trabalhadores foram trazidos ao país para construir Ras Laffan, e estima-se que 1 milhão (da população total do país de 2 milhões) de trabalhadores vivem atualmente no Catar ajudando a construir o país. Em 1995, quando xeique Hamad assumiu o controle, a população total de migrantes era de cerca de 370 000.
Em 2013, a Anistia Internacional publicou relatórios mostrando que trabalhadores migrantes não remunerados foram deixados para passar fome. De acordo com o relatório, os trabalhadores estão sendo "tratados como gado". De acordo com um relatório do The Guardian (e baseado em documentos obtidos na embaixada nepalesa no Catar), dezenas de trabalhadores migrantes nepaleses morreram no Catar em poucas semanas por volta de setembro de 2013, e milhares mais estavam sofrendo terríveis abusos trabalhistas. De acordo com sua análise, as atuais práticas de construção resultarão em mais de 4 000 mortes até o momento do evento de 2022. Este número é negado pelas autoridades do Catar, que argumentam que é enganoso, pois inclui todas as causas de morte em uma população de cerca de um milhão e durante um período de oito anos. Em dezembro de 2013, a FIFA investigou, mas não tomou nenhuma medida para forçar o Catar a melhorar as condições dos trabalhadores.
O escritório de advocacia britânico DLA Piper foi instruído em 2012 pela xeica Moza bint Nasser, presidente da Qatar Foundation, a realizar uma revisão das condições dos trabalhadores migrantes. Seguindo as recomendações feitas, a Qatar Foundation criou a Carta de Bem-Estar dos Trabalhadores Migrantes que aplica requisitos mínimos em relação ao recrutamento, condições de vida e trabalho, bem como o tratamento geral dos trabalhadores envolvidos na construção civil e outros projetos. Os padrões obrigatórios serão incorporados aos acordos entre a Qatar Foundation e todos os seus contratados, que são obrigados a cumprir os requisitos e regras. Os empreiteiros e subempreiteiros que violaram os regulamentos foram incluídos em uma lista negra em futuras propostas.
O Comitê Supremo para Entrega e Legado, o comitê organizador da Copa do Mundo de 2022, seguiu essa medida em meados de 2014 com seus próprios regulamentos e colocou várias empresas na lista negra. Uma equipe de reportagem da BBC foi presa por dois dias sem acusação, depois de tentar encontrar trabalhadores migrantes.
Em agosto de 2015, o Ministério do Trabalho anunciou que todas as empresas do Catar seriam obrigadas a pagar seus funcionários por meio de transferências eletrônicas. A regra é destinada a empreiteiros que retêm salários ou fazem pagamentos em atraso.
O Departamento de Direitos Humanos do Ministério do Trabalho e o Comitê Nacional de Direitos Humanos são responsáveis pelo monitoramento de abusos no Catar.
Em janeiro de 2022, o Comitê Nacional de Direitos Humanos (CNDH) lançou a campanha “Together We Work” para difundir a conscientização sobre o conhecimento dos direitos e deveres dos trabalhadores. A campanha destacou as emendas legais na legislação do Catar que afirmaram a proteção dos direitos dos trabalhadores.

### Reformas trabalhistas
Em outubro de 2017, a Human Rights Watch elogiou o compromisso do Catar em desenvolver leis alinhadas às normas internacionais de trabalho e à orientação da Organização Internacional do Trabalho (OIT). A Human Rights Watch disse que o Catar realizou uma série de reformas trabalhistas significativas para instituir um salário mínimo, permitir que especialistas independentes monitorassem as práticas trabalhistas e reformar o sistema de kafala. A OIT disse que o Catar está sempre buscando ser um modelo ideal para os direitos dos trabalhadores. A Human Rights Watch pediu aos países do Golfo que seguissem o exemplo do Catar e melhorem a situação do trabalho migrante.
Em novembro de 2017, o Catar e a Organização Internacional do Trabalho iniciaram um programa de cooperação técnica para melhorar as condições de trabalho e os direitos trabalhistas. A OIT abriu seu primeiro escritório de projetos no Catar em 30 de abril de 2018 para apoiar a implementação do programa.
Em janeiro de 2020, o Catar encerrou sua exigência de vistos de saída sob o sistema de kafala para todos os trabalhadores migrantes. A OIT saudou a medida e elogiou o governo do Catar, dizendo: “A remoção das autorizações de saída é um marco importante na agenda de reforma trabalhista do governo”.
Outras reformas trabalhistas foram introduzidas em setembro de 2020, inclusive permitindo que trabalhadores migrantes mudassem de emprego sem primeiro obter permissão de seu empregador. Além disso, foi aumentado o salário mínimo, que se aplicaria a trabalhadores de todas as nacionalidades. A capacidade de mudar de emprego, que efetivamente desmantela o sistema kafala, é considerada como uma mudança muito significativa, uma vez que sustenta o sistema de trabalho forçado. Embora os empregados domésticos não estejam cobertos pelas leis gerais do trabalho, as novas regras sobre mudança de emprego e rescisão de contratos também se aplicam a eles.
Em abril de 2020, o governo do Catar forneceu US$ 824 milhões para pagar os salários dos trabalhadores migrantes em quarentena ou em tratamento para a COVID-19.
Em agosto de 2020, o governo do Catar anunciou um salário mínimo mensal para todos os trabalhadores de 1 000 riais (US$ 275), um aumento em relação ao salário mínimo temporário anterior de 750 riais por mês. As novas leis entraram em vigor em março de 2021. A Organização Internacional do Trabalho disse que "o Catar é o primeiro país da região a introduzir um salário mínimo não discriminatório, que faz parte de uma série de reformas históricas das leis trabalhistas do país", enquanto o grupo de campanha Migrant Rights disse que "o novo salário mínimo era muito baixo para atender às necessidades dos trabalhadores migrantes com o alto custo de vida do Catar". Além disso, os empregadores são obrigados a pagar 300 riais para alimentação e 500 riais para acomodação, se não fornecerem diretamente aos funcionários. O Certificado de Não Objeção foi removido para que os funcionários possam mudar de emprego sem o consentimento do empregador atual. Um Comitê de Salário Mínimo também foi formado para verificar a implementação.

## Direitos das mulheres no Catar
As mulheres no Catar votam e podem concorrer a cargos públicos. O Catar concedeu direitos às mulheres ao mesmo tempo que os homens em conexão com as eleições de maio de 1999 para um Conselho Municipal Central. Foi o primeiro país árabe do Golfo Pérsico a conceder às mulheres o direito de votar. Essas eleições — as primeiras no Catar — foram deliberadamente realizadas em 8 de março de 1999, Dia Internacional das Mulheres.
O Catar enviou atletas mulheres para os Jogos Olímpicos de Verão de 2012, que começaram em 27 de julho em Londres.
A primeira juíza do Catar é a Sheikha Maha Mansour Salman Jasim Al Thani. Ela é formada em direito pela Universidade do Catar e foi empossada no cargo em 2010.
A participação das mulheres na força de trabalho no Catar é de aproximadamente 51%, o que é superior à média mundial e é a taxa mais alta do mundo árabe.

### Diferenças salariais entre gêneros
Tanto as mulheres catarianas quanto as não catarianas são afetadas por uma crescente disparidade salarial; eles recebem de 25% a 50% menos que os homens, apesar de suas horas de trabalho serem comparáveis. O abismo deve-se em parte aos loteamentos sociais concedidos pelo governo aos homens como chefes de família (tais como loteamentos de habitação e viagens) que as trabalhadoras têm menos probabilidade de receber.

### Sexo fora do casamento e aborto
As mulheres do Catar condenadas por "relações ilícitas" (sexo fora do casamento) podem ser presas por até sete anos, embora geralmente os tribunais decidam por um ano. Muitas vezes, são as trabalhadoras domésticas pobres de países do Sudeste Asiático que são condenadas, mesmo quando são estupradas, se o juiz achar que estão mentindo.
Muitas mulheres que engravidam de um filho ilegítimo são presas. Os não cidadãos que são forçados a ter patrocinadores geralmente têm o direito de deixar o Catar negado e, portanto, são forçados a buscar refúgio e aconselhamento em sua embaixada. Apesar do esforço das embaixadas, muitos ainda vão parar na cadeia. De acordo com Najeeb al-Nuaimi, advogado criminalista e ex-ministro da Justiça do Catar, muitas mulheres podem evitar ou serem libertadas da prisão casando-se com o pai de seu bebê, momento em que a mulher pode deixar o país com o marido.
Em outubro de 2020, várias mulheres que embarcavam em voos de Doha foram levadas para fazer exames ginecológicos invasivos, depois que um bebê recém-nascido abandonado foi encontrado nos banheiros do aeroporto e os funcionários procuravam a mãe para puni-la. Isso causou um incidente diplomático.

### Outros problemas
Várias mulheres fugiram do Catar para o Reino Unido por causa de abusos. Por exemplo, Noof Al Madeed partiu para o Reino Unido porque seus pais tentaram forçá-la a se casar contra sua vontade.  Outra senhora, Aisha Al Qahtani, fugiu porque seu pai é um oficial militar de alto escalão que abusou dela e há pouca justiça para ela.

## Direitos individuais

### Pena de morte
O Catar mantém a pena de morte, principalmente para espionagem, ou outras ameaças contra a segurança nacional. Apostasia, relações sexuais entre pessoas do mesmo sexo e blasfêmia também são considerados crimes capitais, mas não houve aplicações registradas da pena de morte para estas acusações.
Outros crimes como homicídio, roubo violento resultando em morte, incêndio criminoso, tortura, sequestro, terrorismo, estupro, tráfico de drogas, extorsão sob ameaça de acusação de crime de honra, perjúrio causando execução ilícita e traição também acarretam uma possível sentença de morte. No entanto, as execuções mais recentes ocorridas no país foram ambas por homicídio (em março de 2003 e maio de 2020).
A pena de morte no Catar é feita por fuzilamento. As execuções são raras; a última execução ocorreu em maio de 2020 por assassinato, após um hiato de mais de 17 anos.

### Punição corporal
A flagelação é usada no Catar como punição pelo consumo de álcool ou relações sexuais ilícitas. De acordo com a Anistia Internacional, em 2012, pelo menos seis estrangeiros foram condenados a açoitamento de 40 ou 100 chibatadas.
Pessoas condenadas por sodomia podem enfrentar prisão de até três anos. Muçulmanos condenados por zina podem ser condenados a açoitamento. Os não muçulmanos podem enfrentar prisão em tais casos.

### Liberdade de expressão

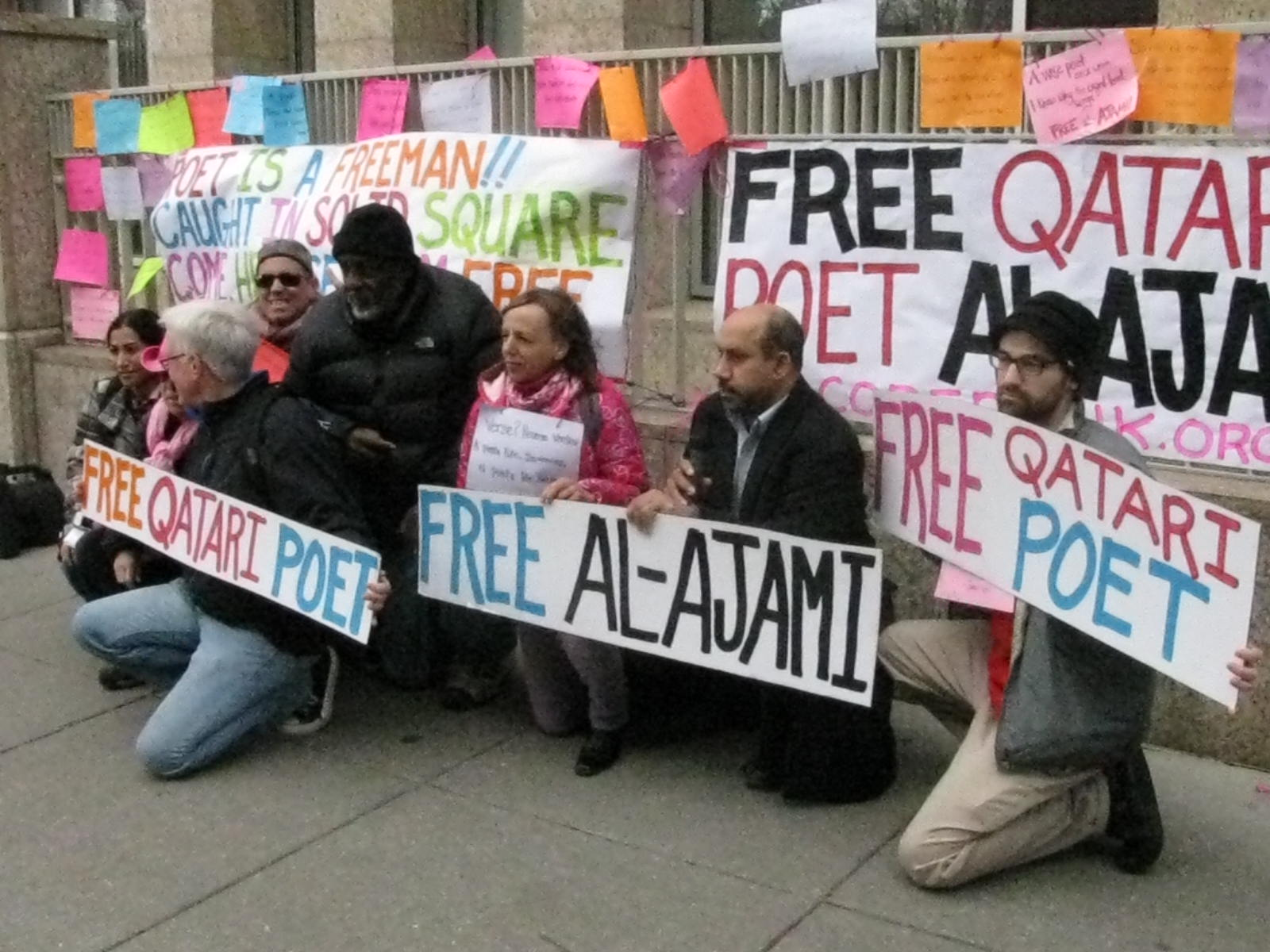
Uma manifestação realizada por Mohammed al-Ajami fora da embaixada do Catar em Washington, D.C

A liberdade de expressão é o direito político de comunicar as suas opiniões e ideias. O poeta catariano Mohammed al-Ajami, também conhecido como Mohammed Ibn al-Dheeb, recebeu uma sentença de prisão perpétua por críticas ao governo durante a Conferência das Nações Unidas sobre Mudanças Climáticas de 2012 no Catar. Os observadores não foram autorizados a entrar no tribunal e o próprio al-Ajami não esteve presente na sentença. Todas as informações disponíveis apontam para Mohammed al-Ajami ser um prisioneiro de consciência que foi colocado atrás das grades apenas por suas palavras. Al-Ajami foi libertado da prisão em março de 2016 depois que um perdão real comutou sua sentença.
Uma lei cibernética aprovada no final de setembro de 2014 limitou severamente a liberdade de expressão e os direitos de liberdade de expressão, concedendo ao governo e às autoridades a capacidade de punir "conteúdo que possa prejudicar o país" com pena de prisão de até 3 anos e multas em torno de 500 000 riais. A lei estabelece que a autoridade pode, em cada caso individual, julgar se o conteúdo é adequado ou não. Não há diretrizes ou referências disponíveis no momento para dizer que tipo de conteúdo é permitido.

### Residência e naturalização
O governo do Catar deseja manter as coisas como estão e está preocupado com uma mudança em seus valores culturais conservadores, então há poucas maneiras de alcançar a cidadania por meio da naturalização. Uma forma é através do casamento com um cidadão do Catar, mas isso não garante, especialmente para não muçulmanos. Ocasionalmente, um empregador pode recompensar um bom e antigo trabalhador que tenha beneficiado significativamente a empresa, garantindo-lhe uma autorização de trabalho e de residência, mas esta é renovável anualmente até ao 60.º aniversário do trabalhador, e só em circunstâncias excecionais poderá ser estendido para residir indefinidamente no Catar (embora nunca obtenha a cidadania). Filhos de estrangeiros nascidos no Catar devem assumir a nacionalidade de seus pais; se um dos pais é catariano, há um caminho para a cidadania, mas não é imediato.
Além do medo de influências culturais, há preocupações com o aumento dos gastos com novos cidadãos; o governo oferece educação gratuita, saúde e empréstimos à habitação para todos os seus cidadãos. Outra preocupação é a manutenção do sistema político do Catar, baseado na sucessão dinástica.
Alguns residentes estrangeiros, que devem saber falar árabe e viver no Catar por um mínimo de 25 anos consecutivos, podem obter a cidadania se aprovados pelo emir. Atletas de elite, recrutados pelo Estado para competir nas Olimpíadas sob a bandeira do Catar, receberam cidadania no passado.
A situação tem sido debatida há muito tempo, especialmente com os mais jovens do Catar questionando as leis restritivas, mas analistas sugeriram que, à medida que a economia do Catar se tornar menos dependente do petróleo, as coisas podem mudar, pois "o Catar precisará atrair residentes de longo prazo que possam contribuir para o base tributária e apoiar o que acabará por se tornar uma população envelhecida".

### Direitos LGBT no Catar
A sodomia entre adultos do sexo masculino no Qatar é ilegal e sujeita a uma sentença de até cinco anos de prisão. A lei é omissa sobre a sodomia entre mulheres adultas consentidas.  A orientação sexual e a identidade de gênero não são cobertas por nenhuma lei de direitos civis e não há reconhecimento de casamentos do mesmo sexo, uniões civis ou parcerias domésticas.
A cobertura dos direitos gays e transgêneros do The New York Times publicada de abril a julho de 2018 foi censurada no Catar. A edição de Doha do The New York Times International Edition tinha grandes áreas vazias no jornal com uma nota de que os artigos ofensivos haviam sido “excepcionalmente removidos”. Oito dos nove artigos que foram censurados eram sobre questões que afetam as comunidades LGBT.
Em 2016, a estrela e modelo polonês do Instagram King Luxy foi preso no Catar por supostamente ser homossexual. Ele passou dois meses sob custódia antes de ser libertado. A embaixada polonesa negou suas alegações e, em vez disso, disse que ele foi preso por várias acusações, incluindo extorsão, mas não por sua orientação sexual.

### Liberdade religiosa

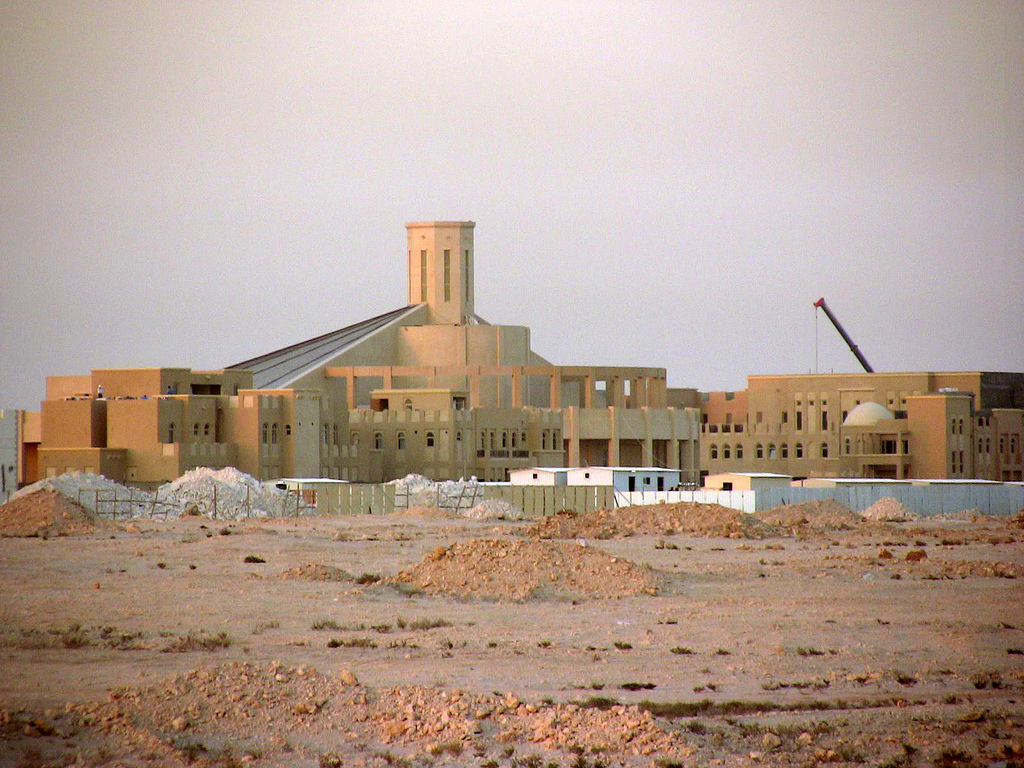
A primeira igreja católica do Catar não pode ter símbolos cristãos em seu exterior

O Catar é uma nação de maioria muçulmana, com 76% de sua população aderindo ao Islã. O governo usa a lei sunita como base de seus regulamentos civis e criminais. No entanto, alguma medida de tolerância religiosa é concedida. Trabalhadores estrangeiros e turistas são livres para se filiar a outras religiões, ou seja, cristãos, hindus, sikhs, budistas e bahá'ís, desde que sejam discretos e não ofendam a ordem pública ou a moralidade.
Por exemplo, em março de 2008 a Igreja Católica Romana "Nossa Senhora do Rosário" foi consagrada em Doha. Entretanto, de acordo com a necessidade de ser discreta, nenhum missionário é permitido e a igreja não terá sinos, cruzes ou outros sinais abertamente cristãos em seu exterior.
Embora o abandono do Islã seja considerado apostasia, que é um delito sujeito à pena de morte, o Catar não impôs nenhuma penalidade por esse delito desde sua independência em 1971.

## Crianças
Até 2005, crianças de quatro anos de idade eram usadas como jóqueis em corridas de camelo, que é um esporte popular na região do Golfo. As crianças também estavam sendo traficadas de outros países, e muitas vezes passavam fome para manter seu peso corporal baixo. O esporte é perigoso, com o perigo de se machucarem em uma queda ou serem pisoteadas. Robôs jóqueis criados por uma empresa suíça foram introduzidos para uso em vez de crianças quando o então emir do Qatar, Hamad Al Thani, introduziu a proibição.

## Organizações governamentais de direitos humanos
A Lei 39, emitida em 2005, estipulou a formação de um "gabinete de direitos humanos" no Ministério das Relações Exteriores. Uma de suas principais missões é preparar respostas sobre as reivindicações ou relatórios de países e organizações estrangeiras sobre a situação dos direitos humanos no interior do Estado.
O Comitê Nacional de Direitos Humanos foi fundado em 2002 com a responsabilidade de supervisionar e realizar investigações sobre abusos de direitos humanos no país. Seus métodos para fazer avançar os padrões de direitos humanos do país incluem contribuir para programas de pesquisa relacionados a direitos humanos, conduzir estudos e fornecer conselhos e recomendações a órgãos legislativos.

## Classificações históricas
O gráfico a seguir mostra as classificações do Qatar desde 1972 nos relatórios Freedom in the World, publicados anualmente pela Freedom House. Uma classificação de 1 é "livre"; 7, "não livre".
| \| Ano \| Direitos políticos \| Liberdades civis \| Status \| Emir \| \| 1972 \| 6 \| 5 \| Não é livre \| Xeique Khalifa bin Hamad Al Thani \| \| 1973 \| 6 \| 5 \| Não é livre \| Xeique Khalifa bin Hamad Al Thani \| \| 1974 \| 6 \| 5 \| Não é livre \| Xeique Khalifa bin Hamad Al Thani \| \| 1975 \| 6 \| 5 \| Não é livre \| Xeique Khalifa bin Hamad Al Thani \| \| 1976 \| 5 \| 5 \| Parcialmente livre \| Xeique Khalifa bin Hamad Al Thani \| \| 1977 \| 5 \| 5 \| Parcialmente livre \| Xeique Khalifa bin Hamad Al Thani \| \| 1978 \| 5 \| 5 \| Parcialmente livre \| Xeique Khalifa bin Hamad Al Thani \| \| 1979 \| 5 \| 5 \| Parcialmente livre \| Xeique Khalifa bin Hamad Al Thani \| \| 1980 \| 5 \| 5 \| Parcialmente livre \| Xeique Khalifa bin Hamad Al Thani \| \| 1981 \| 5 \| 5 \| Parcialmente livre \| Xeique Khalifa bin Hamad Al Thani \| \| 1982 \| 5 \| 5 \| Parcialmente livre \| Xeique Khalifa bin Hamad Al Thani \| \| 1983 \| 5 \| 5 \| Parcialmente livre \| Xeique Khalifa bin Hamad Al Thani \| \| 1984 \| 5 \| 5 \| Parcialmente livre \| Xeique Khalifa bin Hamad Al Thani \| \| 1985 \| 5 \| 5 \| Parcialmente livre \| Xeique Khalifa bin Hamad Al Thani \| \| 1986 \| 5 \| 5 \| Parcialmente livre \| Xeique Khalifa bin Hamad Al Thani \| \| 1987 \| 5 \| 5 \| Parcialmente livre \| Xeique Khalifa bin Hamad Al Thani \| \| 1988 \| 5 \| 5 \| Parcialmente livre \| Xeique Khalifa bin Hamad Al Thani \| \| 1989 \| 7 \| 5 \| Não é livre \| Xeique Khalifa bin Hamad Al Thani \| \| 1990 \| 7 \| 5 \| Não é livre \| Xeique Khalifa bin Hamad Al Thani \| \| 1991 \| 7 \| 5 \| Não é livre \| Xeique Khalifa bin Hamad Al Thani \| \| 1992 \| 7 \| 6 \| Não é livre \| Xeique Khalifa bin Hamad Al Thani \| \| 1993 \| 7 \| 6 \| Não é livre \| Xeique Khalifa bin Hamad Al Thani \| \| 1994 \| 7 \| 6 \| Não é livre \| Xeique Khalifa bin Hamad Al Thani \| \| 1995 \| 7 \| 6 \| Não é livre \| Xeique Hamad bin Khalifa Al Thani \| \| 1996 \| 7 \| 6 \| Não é livre \| Xeique Hamad bin Khalifa Al Thani \| \| 1997 \| 7 \| 6 \| Não é livre \| Xeique Hamad bin Khalifa Al Thani \| \| 1998 \| 7 \| 6 \| Não é livre \| Xeique Hamad bin Khalifa Al Thani \| \| 1999 \| 6 \| 6 \| Não é livre \| Xeique Hamad bin Khalifa Al Thani \| \| 2000 \| 6 \| 6 \| Não é livre \| Xeique Hamad bin Khalifa Al Thani \| \| 2001 \| 6 \| 6 \| Não é livre \| Xeique Hamad bin Khalifa Al Thani \| \| 2002 \| 6 \| 6 \| Não é livre \| Xeique Hamad bin Khalifa Al Thani \| \| 2003 \| 6 \| 6 \| Não é livre \| Xeique Hamad bin Khalifa Al Thani \| \| 2004 \| 6 \| 6 \| Não é livre \| Xeique Hamad bin Khalifa Al Thani \| \| 2005 \| 6 \| 5 \| Não é livre \| Xeique Hamad bin Khalifa Al Thani \| \| 2006 \| 6 \| 5 \| Não é livre \| Xeique Hamad bin Khalifa Al Thani \| \| 2007 \| 6 \| 5 \| Não é livre \| Xeique Hamad bin Khalifa Al Thani \| \| 2008 \| 6 \| 5 \| Não é livre \| Xeique Hamad bin Khalifa Al Thani \| \| 2009 \| 6 \| 5 \| Não é livre \| Xeique Hamad bin Khalifa Al Thani \| \| 2010 \| 6 \| 5 \| Não é livre \| Xeique Hamad bin Khalifa Al Thani \| \| 2011 \| 6 \| 5 \| Não é livre \| Xeique Hamad bin Khalifa Al Thani \| \| 2012[95] \| 6 \| 5 \| Não é livre \| Xeique Hamad bin Khalifa Al Thani \| \| 2013[96] \| 6 \| 5 \| Não é livre \| Xeique Hamad bin Khalifa Al Thani \| \| 2014[97] \| 6 \| 5 \| Não é livre \| Sheikh Tamim bin Hamad Al Thani \| \| 2015[98] \| 6 \| 5 \| Não é livre \| Sheikh Tamim bin Hamad Al Thani \| \| 2016[99] \| 6 \| 5 \| Não é livre \| Sheikh Tamim bin Hamad Al Thani \| |                    |                  |                    |                                   |
| Ano | Direitos políticos | Liberdades civis | Status             | Emir                              |
| 1972 | 6                  | 5                | Não é livre        | Xeique Khalifa bin Hamad Al Thani |
| 1973 | 6                  | 5                | Não é livre        | Xeique Khalifa bin Hamad Al Thani |
| 1974 | 6                  | 5                | Não é livre        | Xeique Khalifa bin Hamad Al Thani |
| 1975 | 6                  | 5                | Não é livre        | Xeique Khalifa bin Hamad Al Thani |
| 1976 | 5                  | 5                | Parcialmente livre | Xeique Khalifa bin Hamad Al Thani |
| 1977 | 5                  | 5                | Parcialmente livre | Xeique Khalifa bin Hamad Al Thani |
| 1978 | 5                  | 5                | Parcialmente livre | Xeique Khalifa bin Hamad Al Thani |
| 1979 | 5                  | 5                | Parcialmente livre | Xeique Khalifa bin Hamad Al Thani |
| 1980 | 5                  | 5                | Parcialmente livre | Xeique Khalifa bin Hamad Al Thani |
| 1981 | 5                  | 5                | Parcialmente livre | Xeique Khalifa bin Hamad Al Thani |
| 1982 | 5                  | 5                | Parcialmente livre | Xeique Khalifa bin Hamad Al Thani |
| 1983 | 5                  | 5                | Parcialmente livre | Xeique Khalifa bin Hamad Al Thani |
| 1984 | 5                  | 5                | Parcialmente livre | Xeique Khalifa bin Hamad Al Thani |
| 1985 | 5                  | 5                | Parcialmente livre | Xeique Khalifa bin Hamad Al Thani |
| 1986 | 5                  | 5                | Parcialmente livre | Xeique Khalifa bin Hamad Al Thani |
| 1987 | 5                  | 5                | Parcialmente livre | Xeique Khalifa bin Hamad Al Thani |
| 1988 | 5                  | 5                | Parcialmente livre | Xeique Khalifa bin Hamad Al Thani |
| 1989 | 7                  | 5                | Não é livre        | Xeique Khalifa bin Hamad Al Thani |
| 1990 | 7                  | 5                | Não é livre        | Xeique Khalifa bin Hamad Al Thani |
| 1991 | 7                  | 5                | Não é livre        | Xeique Khalifa bin Hamad Al Thani |
| 1992 | 7                  | 6                | Não é livre        | Xeique Khalifa bin Hamad Al Thani |
| 1993 | 7                  | 6                | Não é livre        | Xeique Khalifa bin Hamad Al Thani |
| 1994 | 7                  | 6                | Não é livre        | Xeique Khalifa bin Hamad Al Thani |
| 1995 | 7                  | 6                | Não é livre        | Xeique Hamad bin Khalifa Al Thani |
| 1996 | 7                  | 6                | Não é livre        | Xeique Hamad bin Khalifa Al Thani |
| 1997 | 7                  | 6                | Não é livre        | Xeique Hamad bin Khalifa Al Thani |
| 1998 | 7                  | 6                | Não é livre        | Xeique Hamad bin Khalifa Al Thani |
| 1999 | 6                  | 6                | Não é livre        | Xeique Hamad bin Khalifa Al Thani |
| 2000 | 6                  | 6                | Não é livre        | Xeique Hamad bin Khalifa Al Thani |
| 2001 | 6                  | 6                | Não é livre        | Xeique Hamad bin Khalifa Al Thani |
| 2002 | 6                  | 6                | Não é livre        | Xeique Hamad bin Khalifa Al Thani |
| 2003 | 6                  | 6                | Não é livre        | Xeique Hamad bin Khalifa Al Thani |
| 2004 | 6                  | 6                | Não é livre        | Xeique Hamad bin Khalifa Al Thani |
| 2005 | 6                  | 5                | Não é livre        | Xeique Hamad bin Khalifa Al Thani |
| 2006 | 6                  | 5                | Não é livre        | Xeique Hamad bin Khalifa Al Thani |
| 2007 | 6                  | 5                | Não é livre        | Xeique Hamad bin Khalifa Al Thani |
| 2008 | 6                  | 5                | Não é livre        | Xeique Hamad bin Khalifa Al Thani |
| 2009 | 6                  | 5                | Não é livre        | Xeique Hamad bin Khalifa Al Thani |
| 2010 | 6                  | 5                | Não é livre        | Xeique Hamad bin Khalifa Al Thani |
| 2011 | 6                  | 5                | Não é livre        | Xeique Hamad bin Khalifa Al Thani |
| 2012 | 6                  | 5                | Não é livre        | Xeique Hamad bin Khalifa Al Thani |
| 2013 | 6                  | 5                | Não é livre        | Xeique Hamad bin Khalifa Al Thani |
| 2014 | 6                  | 5                | Não é livre        | Sheikh Tamim bin Hamad Al Thani   |
| 2015 | 6                  | 5                | Não é livre        | Sheikh Tamim bin Hamad Al Thani   |
| 2016 | 6                  | 5                | Não é livre        | Sheikh Tamim bin Hamad Al Thani   |